# Partializm
Partializm (ang. partialism) – forma fetyszyzmu, polegająca na zainteresowaniu seksualnym częściami ciała innej osoby.
Partializm jest klasyfikowany jako zaburzenie seksualne DSM-5.